# Landhaus (Bad Freienwalde)

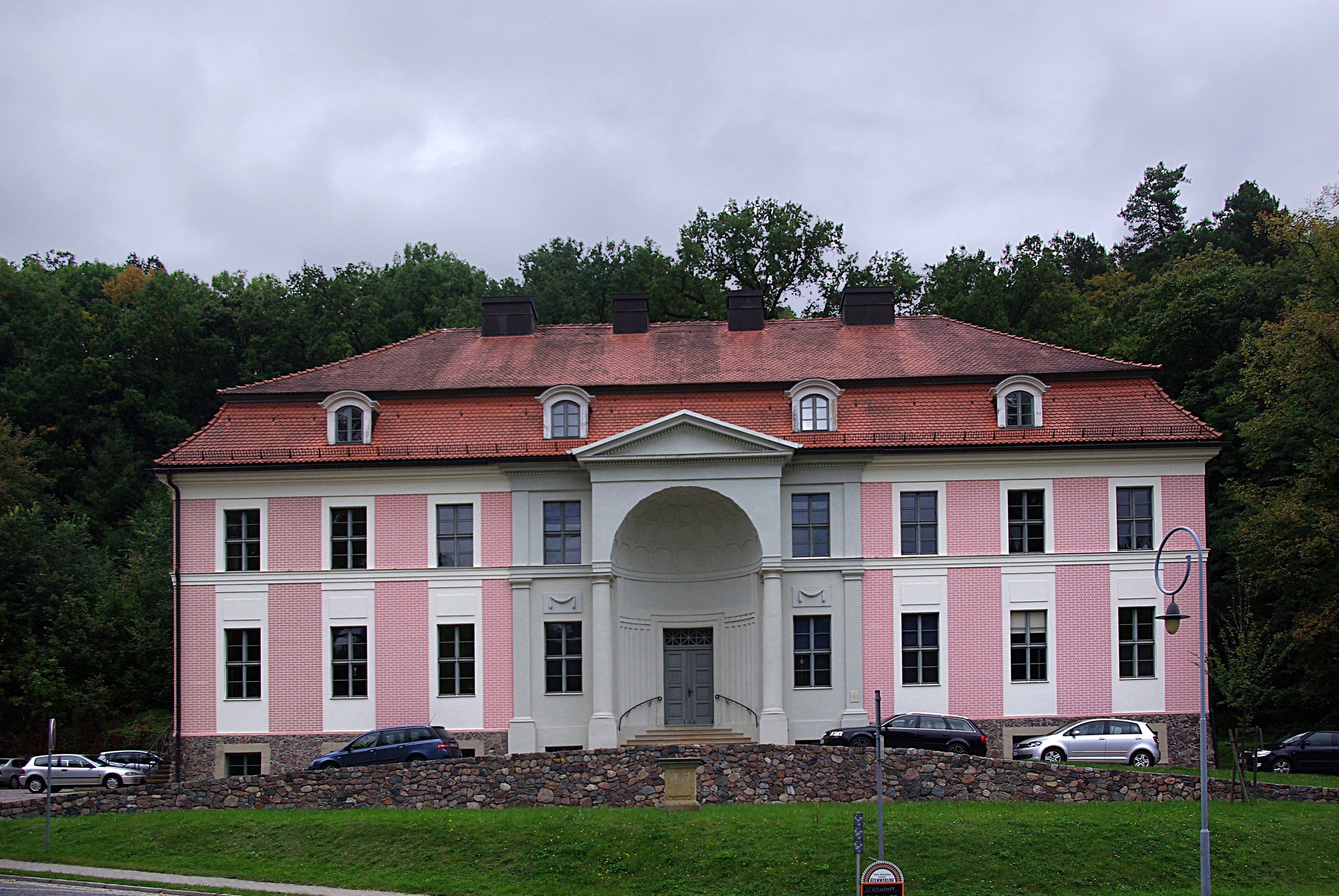
Das Landhaus

Das Landhaus, ein Logier- und Badehaus in Bad Freienwalde (Oder) in Brandenburg, liegt am nördlichen Rand des Gesundbrunnen-Geländes. Es steht unter Denkmalschutz.

## Geschichte
Im Jahre 1788 beschloss Friedrich Wilhelm II. auf Anraten seines Staatsministers, die Behandlungs- und Unterbringungsmöglichkeiten in Bad Freienwalde für adlige Gäste zu verbessern. Er kaufte darauf vom Besitzer der Papenmühle gegenüber der Gesundbrunnenstraße das Grundstück am Gesundbrunnen. Auf dem Grundstück des heutigen Landhauses lag der sogenannte Landhof. Der Bau nach Plänen und Bauaufsicht von Carl Gotthard Langhans unter Bauinspektor Dornstein wurde 1790 fertiggestellt. Das Haus bestand aus 15 Fremdenzimmern auf zwei Etagen mit je einer Badewannennische. Im Haus befand sich ein Speisesaal. Im Souterrain wohnte der Koch, hier befand sich – neben einem Kupferkessel zur Erwärmung des Badewassers – auch die Küche. Unter dem Dach wohnten die Bediensteten in acht Zimmern.
Badekuren wurde hier wohl bis zur Mitte des 19. Jahrhunderts durchgeführt, der genaue Zeitpunkt des Endes der Badekuren ist nicht bekannt. Von 1865 bis 1867 nutzte das Progymnasium das Gebäude. Im Ersten und Zweiten Weltkrieg wurde das Haus als Lazarett genutzt. Ab 1945 befand sich hier eine Berufsschule, ab 1961 eine Oberschule. Ab dem Jahr 1976 wurde das Gebäude als Internat genutzt. Ab 1997 wurde das Haus als Teil der Fachklinik wieder hergestellt, wobei man sich am früheren Aussehen des Gebäudes einschließlich der ursprünglichen Farbgestaltung orientierte.

## Das Haus
Das Landhaus ist ein frühklassizistischer Bau mit Mansardwalmdach. Das Dach trägt vier Gauben mit geschwungenen Giebeln. In der Mitte der symmetrischen Fassade mit neun Achsen befindet sich ein dreiachsiger Mittelrisalit. Die Mitte des Risalits bildet eine rundbogige Eingangsnische mit Kalotte über beide Geschosse, über dem Mittelrisalit befindet sich ein Dreiecksgiebel. Vor dem Eingang befindet sich eine Treppe mit sieben Stufen. Über dem Eingang befinden sich Darstellungen von Christian Bernhard Rode. Der Eingang kann mit Schrägen von beiden Seiten angefahren werden. Die Fassade ist durch Gesimse so gegliedert, dass das Gebäude scheinbar aus einem hohen ersten Geschoss und einem niedrigen oberen Geschoss besteht.
Im Inneren ist von der originalen Ausstattung nur wenig erhalten. Der Keller ist nach heutigen Standard ausgebaut, der Dachstuhl fast komplett erneuert. Ein Wandbild von Bernhard Rode ist nicht mehr vorhanden. Von der ersten Ausstattung ist so im Wesentlichen nur die Treppe mit Geländer erhalten geblieben.

## Die Umgebung
Direkt vor dem Landhaus und der Zufahrt befindet sich eine Sonnenuhr. Auf einem Stich, der um 1800 entstand, ist diese Sonnenuhr bereits zu sehen. So ist davon auszugehen, dass die Sonnenuhr mit dem Bau errichtet wurde. Das Ziffernblatt bestand im Original aus Marmor, es wurde um 1900 erneuert. Im Jahre 2000 wurde die Sonnenuhr erneut renoviert.

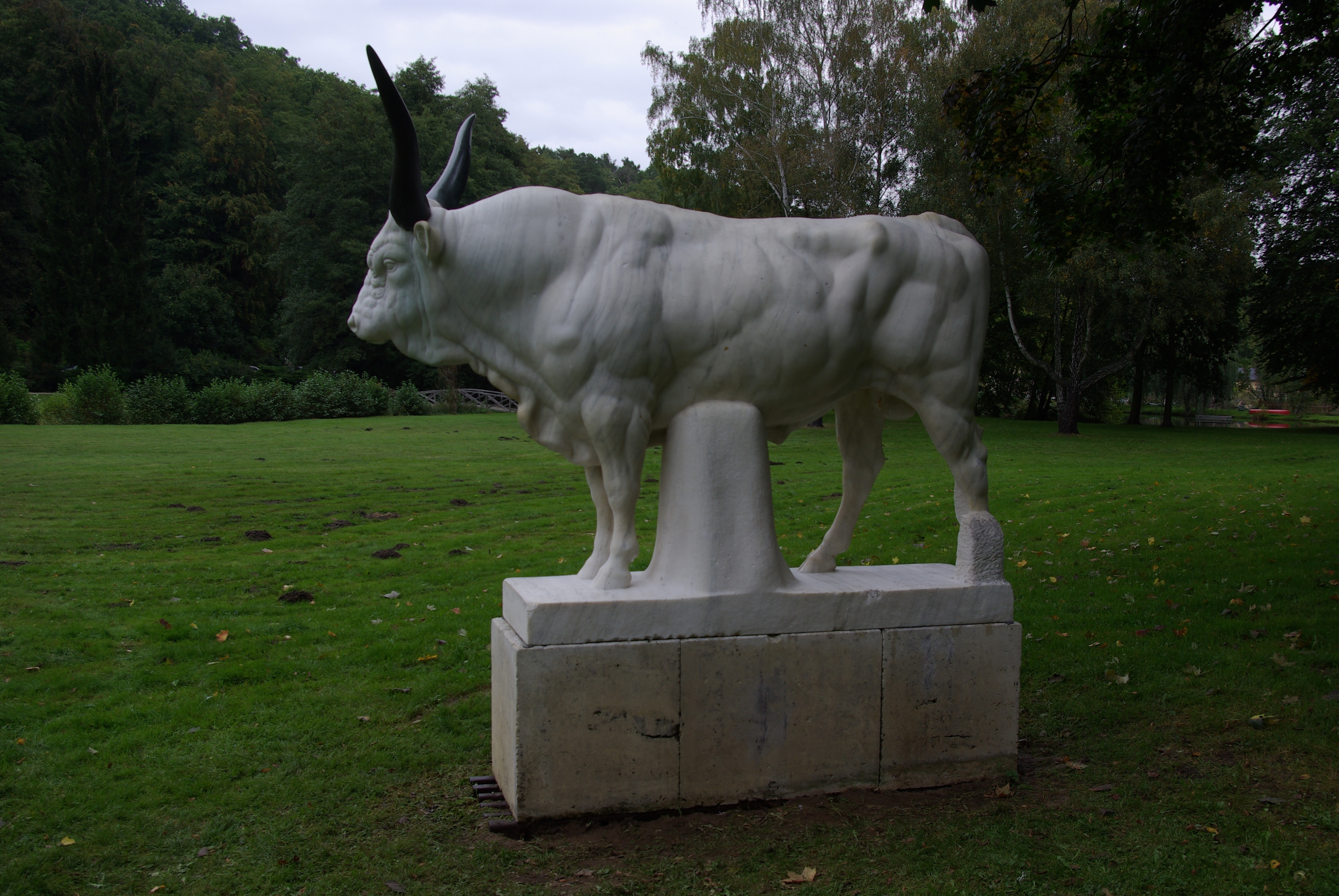
„Der Stier“ von Louis Tuaillon

Das Landhaus befindet sich an der nördlichen Seite des Gesundbrunnens und dessen Park. Hinter dem Haus befindet sich ein bewaldeter Hang. Die Adresse ist Gesundbrunnenstraße 33a. Südlich des Landhauses im Kurpark befindet sich die Skulptur „Der Stier“ von Louis Tuaillon, die Skulptur ist allerdings unvollendet geblieben. Direkt am Haus beginnt die Straße Heilige Hallen mit mehreren ehemaligen Gasthäusern und Pensionen. Die Straße Heilige Hallen endet am Papengrund unterhalb der Skisprungschanzen von Bad Freienwalde.